# 시민 종교
시민 종교(civil religion)는 공공 의식, 상징(국기 등), 기념일, 특별한 장소(기념관, 국립묘지 등)에 의해 표현되는 암묵적인 종교적 성질을 이르는 말이다. 일반 종교와는 분명히 구분되는 의미를 가지나 실제 종교와 결합되어 나타나는 경우도 있다. 그 용어의 쓰임은 종교 사회학자가 쓰는 경우와 정치 평론가가 쓰는 경우에 각기 다르다.

## 단어의 의미
장자크 루소는 사회 계약론의 4권 8장에서 저자 자신이 생각하는 현대 사회에 필요한 도덕적, 정신적 기반을 설명하기 위해 시민 종교라는 단어를 사용했다. 루소에게 시민 종교는 국가의 신성스런 권위와 함께 국가를 통합하기 위해 필요한 사회적 유대의 한 가지 형태를 의미한 것이었다. 루소는 그의 책에서 시민 종교를 위한 교리들에는 다음과 같은 것들이 있다고 말했다.
1. 신의 존재
2. 내세
3. 선인들의 행복과 악인들에 대한 벌
4. 종교적 비관용의 배제(the exclusion of religious intolerance)[1][2][3][4]

에밀리오 젠틸레는 이 개념을 시민 종교와 정치 종교의 2가지로 구분할 것을 제안했다.

## 같이 보기
- 미국 시민 종교
- 주체사상 — 조선민주주의인민공화국의 공식 이데올로기
- 마리안 — 프랑스의 국가 엠블렘

## 참조 자료
- Broken Covenant: American Civil Religion in a Time of Trial (1992), Robert E. Bellah, University of Chicago Press ISBN 0-226-04199-9
- A Nation of Behavers, Martin E. Marty (1976), U. Chicago, ISBN 0-226-50892-7